# 天王寺町北
天王寺町北（てんのうじちょうきた）は、大阪府大阪市阿倍野区にある町名。現行行政地名は天王寺町北一丁目から天王寺町北三丁目。

## 地理
阿倍野区の北東部に位置し、北西で天王寺区大道と南河堀町、南で天王寺町南、北東で生野区生野西と林寺、東で東住吉区桑津と接している。

## 歴史

### 地名の由来
「天王寺町」の地名は、かつて巨村であった東成郡天王寺村の一部であったことに由来する。

### 沿革
- 1951年（昭和26年）、大阪市阿倍野区南生野町1丁目と天王寺町・桑津町の各一部より成立[6]。

## 世帯数と人口
2024年（令和6年）9月30日現在の世帯数と人口は以下の通りである。
| 丁目             | 世帯数    | 人口    |
| ---------------- | --------- | ------- |
| 天王寺町北一丁目 | 664世帯   | 1,124人 |
| 天王寺町北二丁目 | 1,347世帯 | 2,303人 |
| 天王寺町北三丁目 | 1,801世帯 | 3,318人 |
| 計               | 3,812世帯 | 6,745人 |

### 人口の変遷
国勢調査による人口の推移。
| 1995年（平成7年）  | 8,020人 | [ 7 ]  |  |
| 2000年（平成12年） | 7,750人 | [ 8 ]  |  |
| 2005年（平成17年） | 7,492人 | [ 9 ]  |  |
| 2010年（平成22年） | 6,832人 | [ 10 ] |  |
| 2015年（平成27年） | 6,901人 | [ 11 ] |  |
| 2020年（令和2年）  | 6,596人 | [ 12 ] |  |

### 世帯数の変遷
国勢調査による世帯数の推移。
| 1995年（平成7年）  | 3,305世帯 | [ 7 ]  |  |
| 2000年（平成12年） | 3,349世帯 | [ 8 ]  |  |
| 2005年（平成17年） | 3,302世帯 | [ 9 ]  |  |
| 2010年（平成22年） | 3,300世帯 | [ 10 ] |  |
| 2015年（平成27年） | 3,298世帯 | [ 11 ] |  |
| 2020年（令和2年）  | 3,324世帯 | [ 12 ] |  |

## 学区
市立小・中学校に通う場合、学区は以下の通りとなる。なお、小学校・中学校入学時に学校選択制度を導入しており、通学区域以外に阿倍野区の小学校（自宅から概ね2km以内）・中学校から選択することも可能。
| 丁目             | 番   | 小学校             | 中学校               |
| ---------------- | ---- | ------------------ | -------------------- |
| 天王寺町北一丁目 | 全域 | 大阪市立高松小学校 | 大阪市立文の里中学校 |
| 天王寺町北二丁目 | 全域 | 大阪市立高松小学校 | 大阪市立文の里中学校 |
| 天王寺町北三丁目 | 全域 | 大阪市立高松小学校 | 大阪市立文の里中学校 |

## 事業所
2021年（令和3年）現在の経済センサス調査による事業所数と従業員数は以下の通りである。
| 丁目             | 事業所数  | 従業員数 |
| ---------------- | --------- | -------- |
| 天王寺町北一丁目 | 43事業所  | 230人    |
| 天王寺町北二丁目 | 144事業所 | 791人    |
| 天王寺町北三丁目 | 92事業所  | 994人    |
| 計               | 279事業所 | 2,015人  |

## 交通

### 鉄道
- 西日本旅客鉄道
  - 大阪環状線 寺田町駅（所在地は天王寺区大道にあるが、駅の一部が天王寺町北に入っている。）

### バス
2024年1月現在
- 大阪シティバス[16]
  - 1・5号系統：鉄道病院 - 天王寺町南一丁目 - 天王寺町南二丁目
  - 6号系統：鉄道病院
  - 13・30号系統：源ヶ橋 - 林寺一丁目

### 道路
- 国道25号

## 施設
- 大阪市立高松小学校
- 阿倍野警察署 高松交番
- 阿倍野高松郵便局
- 三井住友銀行 寺田町支店
- 食品館アプロ 源ヶ橋店

## その他

### 日本郵便
- 〒545-0001[3]（集配局：阿倍野郵便局[17]）